# Jaroslav Obšut
Jaroslav Obšut (* 9. März 1976 in Prešov, Tschechoslowakei) ist ein slowakischer Eishockeyspieler, der zuletzt 2012 beim HK Donbass Donezk in der Kontinentalen Hockey-Liga unter Vertrag stand.

## Karriere
Jaroslav Obšut begann seine Karriere als Eishockeyspieler in der Nachwuchsabteilung von Dragon Presov in seiner Geburtsstadt. Ab 1994 spielte er bei den North Battleford North Stars, für die er in der Saskatchewan Junior Hockey League aktiv war. Beim NHL Entry Draft 1995 war in der achten Runde von den Winnipeg Jets als insgesamt 188. Spieler gezogen worden. Anschließend spielte der Flügelspieler jedoch zwei Jahre lang in der kanadischen Juniorenliga Western Hockey League für die Swift Current Broncos, die ihn beim CHL Import Draft 1995 als 22. Spieler ausgewählt hatten, Edmonton Ice und den Medicine Hat Tigers, wobei er die Saison 1996/97 bei den Toledo Storm aus der East Coast Hockey League beendete. In der folgenden Spielzeit lief er fast ausschließlich für die Raleigh Icecaps in der ECHL auf, bestritt jedoch auch vier Spiele für die Syracuse Crunch aus der American Hockey League. Von 1998 bis 2001 stand er bei den Worcester IceCats aus der AHL unter Vertrag. In diesem Zeitraum lief er zudem für die Peoria Rivermen und Augusta Lynx in der ECHL, sowie die Manitoba Moose in der International Hockey League auf. Im Laufe der Saison 2000/01 gab er zudem für die St. Louis Blues sein Debüt in der National Hockey League, blieb in vier Spielen punktlos und erhielt zwei Strafminuten.
In der Saison 2001/02 kam Obšut für die Colorado Avalanche zu weiteren drei Einsätzen in der NHL, stand die gesamte restliche Zeit jedoch für deren AHL-Farmteam Hershey Bears auf dem Eis. Nach weiteren zwei Jahren in der AHL bei seinem Ex-Club Manitoba Moose, der nach der Auflösung der IHL 2001 die Liga gewechselt hatte, ging der Nationalspieler und Olympiateilnehmer von 2002 nach Europa, wo er von 2004 bis 2009 für den Luleå HF in der schwedischen Elitserien aktiv war. Daraufhin wurde er zur Saison 2009/10 vom HK Spartak Moskau aus der Kontinentalen Hockey-Liga verpflichtet. Für den Hauptstadtclub erzielte der Slowake in seiner ersten KHL-Spielzeit in insgesamt 56 Spielen zehn Tore und gab weitere 17 Vorlagen. Im November 2010 wurde er von Atlant Mytischtschi verpflichtet. Mit diesem erreichte er in der Spielzeit 2010/11 die Finalspiele um den Gagarin-Pokal, in denen die Mannschaft in fünf Partien gegen Salawat Julajew Ufa unterlag. Im Mai 2011 unterzeichnete Obšut einen Kontrakt beim HK Dinamo Minsk.
Im Spätsommer und Herbst 2012 spielte er für den HK Donbass Donezk in der KHL, ehe er im November 2012 entlassen wurde.

### International
Für die Slowakei nahm Obšut an den Weltmeisterschaften 2005 und 2009, dem World Cup of Hockey 2004 und den Olympischen Winterspielen 2002 in Salt Lake City teil.

## Erfolge und Auszeichnungen
- 1999 ECHL All-Star Game
- 2004 AHL All-Star Classic
- 2010 Nominierung für das KHL All-Star Game (aber keine Teilnahme)

## Statistik
(Stand: Ende der Saison 2010/11)